# Lorena Martínez Rodríguez
Lorena Martínez Rodríguez (Tabasco, Zacatecas, 2 de septiembre de 1964) es una abogada y política mexicana, exmiembro del Partido Revolucionario Institucional, que ha ocupado diversos cargos en su país. Fue diputada federal en las LVIII y LX Legislaturas del H. Congreso de la Unión, presidenta municipal de Aguascalientes y procuradora federal de la Defensa al Consumidor. Fue candidata por el PRI para la gubernatura de Aguascalientes. Fungió como titular del Instituto de Educación de Aguascalientes en la administración estatal que inició en 2022.

## Trayectoria

### Estudios realizados
- 1982-1987 Licenciada en Derecho por la Universidad Autónoma de Aguascalientes.
- 1994-1996 Postulante a Maestría en Ciencias Políticas por la UNAM.
- 2020-2022 Maestra en Dirección y Administración de Empresas, con mención honorífica en la Universidad Internacional de la Rioja.

### Otros estudios
- 1996-1997 Curso de Posgrado en Alta Gerencia Deportiva por el Instituto Superior de Cultura Física "Manuel Fajardo" República de Cuba.
- 2001-2022 Curso de Especialidad en Derecho Parlamentario impartido por la H. Cámara de Diputados.
- 2001-2002 Especialidad en "Teoría de Género" en el Sistema de Capacitación a Distancia de la COPPAL (Conferencia de Partidos Políticos de América Latina).
- 2008 Especialidad en Sistemas de Seguridad Social en el Mundo, impartido por el Instituto Ortega y Gasset, Madrid, España.
- 2013-2014 CIDE-Yale Leadership Program, por el CIDE y la Universidad de Yale.
- 2016 Diplomado en Gobierno, Gestión y Políticas Públicas, CIDE.

### Publicaciones y editoriales
- 1992	Publicación de la obra “El Partido Simétrico del Siglo XXI” (coautoría)
- 2002 	Publicación del Ensayo “La mujer y la Política en México” Revista Quorum, H. Cámara de Diputados del Congreso de la Unión.
- 2000 a la fecha	Colaboradora del periódico “La República” órgano de difusión del Comité Ejecutivo Nacional del PRI.
- 2003 a la fecha	Editorialista del periódico Hidrocálido.
- 2009	Publicación de “Leyes Electorales del Estado de Aguascalientes” (Coompiladora), Editorial Porrúa. México.

### Administración Pública
- 1987-1988 Jefa del Departamento de Recepción y Quejas de la Procuraduría Federal del Consumidor (PROFECO)
- 1988-1992 Delegada en Aguascalientes de la Procuraduría Federal del Consumidor (PROFECO)
- 1996-1998 Directora General del Instituto Aguascalentense del Deporte (INADE)
- 1996-1998	Delegada en Aguascalientes de la Comisión Nacional del Deporte (CONADE)
- 2011-2013 Alcaldesa del Ayuntamiento de Aguascalientes.
- 2014-2015 Procuradora Federal del Consumidor (PROFECO)
- 2022-2024 Directora General del Instituto de Educación de Aguascalientes (IEA)
- 2025-Actualmente Enlace del Gobierno Estatal de Aguascalientes con el Gobierno Federal

### Vida política
- 1983-2023 Afiliación al PRI.
- 1989-1990	Delegada Política del Segundo Distrito Local en Aguascalientes.
- 1991-1992 Dirigente Estatal del Consejo para la Integración de la Mujer (CIM) en Aguascalientes.
- 1992-1993	Coordinadora Estatal del Movimiento Territorial (PRI) en Aguascalientes.
- 1992-1993 Secretaria General del Comité Directivo Estatal (CDE) de UNE “Ciudadanos en Movimiento” (Sector Popular PRI).
- 1991 a la Fecha Consejera Política Estatal del PRI en Aguascalientes.
- 1993-1995 Secretaria de Participación de la Mujer del Comité Ejecutivo Nacional del Frente Nacional de Organizaciones y Ciudadanos (Sector Popular del PRI).
- 1993 a la fecha Integrante Propietaria del Consejo Político Nacional del PRI.
- 1995-1996 Subsecretaria de Organización del Comité Ejecutivo Nacional del PRI.
- 1995-1997	Presidenta Ejecutiva del Comité Nacional del Congreso de Mujeres por el Cambio y Presidenta Colegiada del Consejo para la Integración de la Mujer a nivel nacional.
- 1999 	Subsecretaria de Acción y Gestión Social del Comité Ejecutivo Nacional del PRI.
- 2000-2002 Presidenta del Comité Directivo Municipal del PRI en Aguascalientes.
- 2003-2004	Secretaria General del Comité Directivo Estatal del PRI en Aguascalientes.
- 2004-2005	Presidenta del Comité Directivo Estatal del PRI en Aguascalientes.
- 2005-2006	Secretaria del Programa de Acción y Gestión Social del Comité Ejecutivo Nacional del PRI.
- 2009-2010 Secretaria Adjunta a la Presidencia del Comité Ejecutivo Nacional del PRI.
- 2016 Candidata del PRI a la gubernatura de Aguascalientes.
- 2017 Delegada del CEN del PRI en el Estado de Veracruz.
- 2017-2018 Secretaria General del Movimiento Territorial de Partido Revolucionario Institucional.
- 2018 Candidata del PRI a senadora de Aguascalientes.
- 2022 a la actualidad Directora del Instituto de Educación de Aguascalientes por la gobernadora de Aguascalientes
- 2023 Renuncia al PRI
- 2024 Afiliación a Movimiento Ciudadano

### Experiencia Legislativa
- 1989-1992 Diputada Local Suplente en Aguascalientes
- 1994-1997	Diputada suplente de la LVI Legislatura del H. Congreso de la Unión 2000-2003	Diputada de la LVIII Legislatura del H. Congreso de la Unión 
  - Comisiones y funciones
    - Presidenta del Comité de Información Gestoría y Quejas.
    - Secretaria de la Comisión de Atención a Grupos Vulnerables.
    - Vicecoordinadora de Gestión Social del Grupo Parlamentario del PRI de la H. Cámara de Diputados
    - Integrante de la Comisión de Fortalecimiento del Fed 2006-2009	Diputada de la LX Legislatura del H. Congreso de la Unión

  - Comisiones y Funciones 
    - Secretaria de la Comisión de Desarrollo Metropolitano
    - Secretaria de la Comisión de Salud
    - Representante del Grupo Parlamentario del PRI en el Comité de Administración de la H. Cámara de Diputados
    - Oficial Mayor del Grupo Parlamentario del PRI en la H. Cámara de Diputados
    - Vicepresidenta y Secretaria de la Mesa Directiva de la Comisión Permanente del H. Congreso de la Unión
    - Oficial Mayor del Grupo Parlamentario del PRI en la H. Cámara de Diputados
    - Integrante de la Comisión de Seguridad Social

### Reconocimientos
- 2012 Premio Nacional a la Innovación en Transparencia para la Mejora de la Gestión Institucional, entregado por la Auditoría Superior de la Federación (ASF), Banco Mundial, Instituto Nacional de Transparencia, Acceso a la Información y Protección de Datos Personales IFAI, Instituto Nacional de Administración Pública INAP y Secretaría de la Función Pública.
- 2012 Presea las Alas del Líder que otorga el International CPTED Association.
- 2013 Premio Nacional al Buen Gobierno Municipal, por la implementación del proyecto Línea Verde, otorgado por la Federación Nacional de Municipios de México FENAMM.
- 2013 Reconocimiento especial a la Excelencia en “Gobierno y Gestión Local”, por los programas de Ahorro de Eficiencia Energética, Convive Feliz en Línea Verde y Visión Integral Hídrica en Aguascalientes, otorgados por el Centro de Investigaciones y Docencia Económicas (CIDE).
- 2013 Premio por el desarrollo del Plan de Acción Climática Municipal (PACMUN). Premio Gobierno Local Sustentable en la categoría de Eficiencia Energética y Premio Philips Iluminando México, otorgados a Gobiernos Locales por la Sustentabilidad.
- 2013 Premio Bioenergía de Plata, otorgado por la Asociación Técnica para la Gestión de Residuos y Medio Ambiente Ategrus, en Madrid España.
- 2013 Premio Mundial del Agua por el Programa Integral de Mejora Hidráulica PIMOH que entrega la Comisión Nacional del Agua en México, la Asociación Nacional de Empresas de Aguas ANEAS y el Programa de Naciones Unidad para el Medio Ambiente PNUMA.
- 2013 Premio por su labor al frente del Municipio de Aguascalientes, otorgado por el Consejo de la Ciudad de Aguascalientes.
- 2013 Premio a su Labor como Alcaldesa, entregado por el Grupo Industrial de Aguascalientes (GIA).
- 2014 Reconocimiento Internacional de Confiablidad como Gobierno Local por el Cumplimiento Integral de la Norma IWA/ISO/DIS/18901 y las Directrices de la Aplicación de la Norma ISO9001-2008, así como la implementación del Observatorio Ciudadano, otorgado por el Consejo Mundial para la Ciudad.
- 2015 Reconocimiento al Mérito en la Administración Pública otorgado por el Comité Rector de la Institución del Día del Abogado.

### Participación en la Sociedad Civil
- 1989 Miembro fundador de Fundación Macolla A.C.
- 1992-1995	Presidenta de la Asociación de Abogadas de Aguascalientes A.C.
- 1996-1999	Presidenta de la Asociación de Funcionarios y Ex Funcionarios Públicos Priistas en Aguascalientes
- 2008- a la fecha Presidenta Honoraria de Fundación Mamá Cuca A.C.

| Predecesor: Adrian Ventura Dávila (Interino) | Presidenta municipal de Aguascalientes 2010 - 2013 | Sucesor: Juan Antonio Martín del Campo |
| Predecesor: Alfredo Castillo Cervantes       | Procuradora Federal del Consumidor 2014 – 2015     | Sucesor: Ernesto Nemer Álvarez         |